# Claudio Kammerknecht
Claudio Matthias Kammerknecht (* 7. července 1999) je srílanský profesionální fotbalista, který hraje na pozici obránce za německý klub Dynamo Drážďany. Narodil se v Německu, ale hraje za srílanský národní tým.

## Klubová kariéra
Kammerknecht je absolventem mládežnické akademie SC Freiburg. Svůj ligový debut si odbyl 29. září 2018 při porážce 3:2 s SV Elversberg.
Dne 30. května 2022 oznámil klub Dynamo Drážďany, že s Kammerknechtem podepsal čtyřletou smlouvu do června 2026.

## Reprezentační kariéra
V září 2022 byl Kammerknecht poprvé povolán do národního týmu Srí Lanky, aby se zúčastnil tréninkového kempu v Dauhá. Svůj mezinárodní debut si odbyl 22. března 2024 při bezbrankové remíze s Papuou-Novou Guineou. Svůj první mezinárodní gól vstřelil 10. září 2024 proti Kambodži v baráži kvalifikace na Mistrovství Asie ve fotbale 2027.

## Osobní život
Narodil se v Emmendingenu německému otci a srílanské tamilské matce. Jeho otec Matthias Kammerknecht je bývalý fotbalista a trenér.

## Statistiky

### Klubové
Platí k zápasu hranému 24. dubna 2024.
| Klub              | Sezóna            | Liga                 | Liga   | Liga | Národní pohár | Národní pohár | Ostatní | Ostatní | Celkově | Celkově |
| Klub              | Sezóna            | Soutěž               | Zápasy | Góly | Zápasy        | Góly          | Zápasy  | Góly    | Zápasy  | Góly    |
| ----------------- | ----------------- | -------------------- | ------ | ---- | ------------- | ------------- | ------- | ------- | ------- | ------- |
| SC Freiburg II    | 2018/19           | Regionalliga Südwest | 2      | 0    | —             | —             | —       | —       | 2       | 0       |
| SC Freiburg II    | 2019/20           | Regionalliga Südwest | 15     | 0    | —             | —             | —       | —       | 15      | 0       |
| SC Freiburg II    | 2020/21           | Regionalliga Südwest | 26     | 1    | —             | —             | —       | —       | 26      | 1       |
| SC Freiburg II    | 2021/22           | 3. Liga              | 23     | 0    | —             | —             | —       | —       | 23      | 0       |
| SC Freiburg II    | Celkově           | Celkově              | 66     | 1    | 0             | 0             | 0       | 0       | 66      | 1       |
| Dynamo Drážďany   | 2022/23           | 3. Liga              | 34     | 4    | 1             | 0             | 0       | 0       | 35      | 4       |
| Dynamo Drážďany   | 2023/24           | 3. Liga              | 33     | 2    | —             | —             | 1       | 0       | 34      | 2       |
| Dynamo Drážďany   | Celkově           | Celkově              | 67     | 6    | 1             | 0             | 1       | 0       | 69      | 6       |
| Celkově v kariéře | Celkově v kariéře | Celkově v kariéře    | 133    | 7    | 1             | 0             | 1       | 0       | 135     | 7       |

### Reprezentační
Platí k zápasu hranému 25. března 2025.
| Národní tým | Rok     | Zápasy | Góly |
| ----------- | ------- | ------ | ---- |
| Srí Lanka   | 2024    | 4      | 1    |
| Srí Lanka   | 2025    | 2      | 0    |
| Celkově     | Celkově | 6      | 1    |

#### Reprezentační góly
Skóre a výsledky Srí Lanky jsou vždy zapsány jako první. Góly Claudia Kammerknechta jsou zvýrazněny.
| Gól | Datum         | Místo                                    | Soupeř   | Skóre | Výsledek                      | Soutěž                                          |
| --- | ------------- | ---------------------------------------- | -------- | ----- | ----------------------------- | ----------------------------------------------- |
| 1.  | 10. září 2024 | Olympijský stadion, Phnom Penh, Kambodža | Kambodža | 2:2   | 2:2 (po prodl.) 4:2 (po pen.) | Kvalifikace na Mistrovství Asie ve fotbale 2027 |

## Úspěchy
SC Freiburg II
- Regionalliga Südwest: 2020/21

Dynamo Drážďany
- Saxony Cup: 2023/24